# Fenando Henríquez (zapaśnik)
Fenando Henríquez – dominikański zapaśnik walczący w stylu wolnym. Zajął szóste miejsce na igrzyskach panamerykańskich w 1999. Piąty na mistrzostwach panamerykańskich w 2002. Brązowy medalista igrzysk Ameryki Środkowej i Karaibów w 1998 roku.